# Markus Thorbjörnsson
Markus Thorbjörnsson (Kungsbacka, 1 oktober 1987) is een voormalig Zweeds voetballer.

## Carrière
Thorbjörnsson speelde verschillende seizoenen in het Superettan met Falkenbergs FF, voordat hij in 2009 een contract tekende bij regerend landskampioen Kalmar FF. De eerste jaren in Kalmar komt de verdediger echter amper aan spelen toe. De club besluit hem in het seizoen 2010 daarom te verhuren aan Jönköpings Södra IF dat uitkomt in de Superettan.
In 2011 maakt Thorbjörnsson alsnog zijn debuut voor Kalmar FF in de Allsvenskan. Op 20 april 2011 speelt hij zijn eerste wedstrijd, tegen Elfsborg IF. Thorbjörnsson ontwikkelt zich gedurende het seizoen tot basisspeler. Dat blijft hij enkele seizoenen. In 2018 is hij niet zeker van een plek bij de eerste elf en wordt Thorbjörnsson verhuurd aan Dalkurd FF. Na afloop van het seizoen maakte Kalmar bekend dat de wegen van de club en Thorbjörnsson definitief zullen scheiden. Daarop maakte de verdediger definitief de overstap naar Dalkurd FF. Eind 2019 liep zijn contract daar af. Thorbjörnsson vond geen nieuwe club meer en besloot een punt achter zijn carrière te zetten.